# Шахта «Піонер»
ДВАТ Шахта «Піонер» — вугільна шахта в смт Новодонецьке, входить до ДХК «Добропільвугілля».
Це унікальне для нашого регіону вугільне підприємство з технологією гідропідйому. За 1961—2016 рр. колективом шахти Піонер видобуто 32,2 млн тонн вугілля, пройдено понад мільйон гірничих виробок.
18 червня 1999 року на шахті були здобуті останні тонни вугілля гідравлічним способом.

## Характеристика
- Здана в експлуатацію у 1961 р. Проектна потужність 900 тис. т вугілля на рік.
- У 1962 р. видобуток сягав 426 тис. т, а у 1970 р. — 690 тис. т, у 1970-роках — 740—780 тис. т. вугілля. 3 травня 1999 році введена в експлуатацію 1-я південна лава пласта l3 горизонту 340 м, оснащена механізованим комплексом ЗКД-90. Швидке освоєння абсолютно нової техніки й технології видобутку дозволило довести добове навантаження на очисний вибій до 1600 т.
- Фактичний видобуток 2066/1481/600,6 тис. т (1990/1999/2003). Максимальна глибина робіт 464/397 м (1990/1999).
- Відпрацьовує пласт l3 (1999) потужністю 1,25-1,85 м, кут падіння 14°. Кількість очисних вибоїв 1, підготовчих 12 (1999). У 2004 р — пласти l3, m2
4. З 2004 р застосовують комплекс 2КД-90Т.
- Має III категорію за метаном. Небезпечна за вибухом вугільного пилу.
- Кількість працюючих: 1617 осіб, в тому числі підземних — 980 осіб (1999).

Юридична адреса
85010, вул. Маяковського, 21, м. Добропілля, Донецької області.

## Події
У 2016 р. Шахта «Піонер» відсвяткувала своє 55-річчя.